# الأحد الدامي (1969)
الأحد الدامي ((بالتركية: Kanlı Pazar)) هو الاسم الذي أطلق على رد فعل الثورة المضادة تجاه الاحتجاجات اليسارية، والتي اندلعت في 16 فبراير عام 1969 في إسطنبول، وتحديدًا في ميدان بيازيد في تركيا. وقد سمح انقلاب عام 1960 لمجموعة من ضباط الجيش التركي بالسيطرة على البلاد. وفي ظل هذه الحكومة الناشئة، ازدادت حدة التوترات العمالية، وبرزت المشاعر المعادية لأمريكا. حيث تظاهرت عناصر من حركة اليسار التركي والحركة العمالية ضد ما أسموه الإمبريالية الأمريكية.
وقد ازدادت وتيرة المظاهرات بعد وصول أسطول الولايات المتحدة السادس إلى تركيا. وبلغت الاضطرابات ذروتها في 16 فبراير 1969، عندما تجمع 30000 شخص في ميدان تقسيم. وقامت الشرطة بتفريق المظاهرات، إلا أن الآلاف تمكنوا من المواصلة باتجاه تقسيم. وعند هذه المرحلة، هاجمت قوات الثورة المضادة مجموعة كبيرة من المتظاهرين بالسكاكين والعصي. وأثناء هذه المواجهات، قتل اثنان من المتظاهرين وهما علي تورغوت ودوران أردوغان. وأشار فيروز أحمد، خبير بارز في الشئون المصرية التركية، إلى الأحد الدامي بوصفه «مثالاً على العنف المنظم الفاشي»، مشيرًا، على الرغم من هجوم قوات الثورة المضادة على المتظاهرين، إلى أن عناصر من الجناح اليميني هي المسؤولة عن معظم هذا العنف.
وازدادت حدة التوترات اليسارية-اليمينية في أغلب حقبتي الستينيات والسبعينيات من القرن الماضي. وقد وقعت هجمات مماثلة على الجماعات العمالية من قبل عناصر الجناح اليميني في الحكومة والسياسة التركية في عامي 1971 و1977. ويشار إلى مجزرة 1977 بأنها «الأحد الدامي الثاني» بتركيا.